# Kelly Berthelsen
Kelly Berthelsen, född 1967 i Ammassivik, är en grönländsk författare. Han nominerades  till Nordiska rådets litteraturpris 2003 för novellsamlingen Tarningup ilua från 2001 (i dansk översättning En sjæls inderste kammer, 2002). 